# Overakker (Mierlo)
Overakker is een buurtschap ten het zuiden van Mierlo in de gemeente Geldrop-Mierlo, in de Nederlandse provincie Noord-Brabant.  De buurtschap bestaat uit een aantal boerderijen aan een doodlopende weg met dezelfde naam. Vroeger lagen in Overakker de kasteelhoeven van Mierlo: de Bennedonkse hoeven. De meeste hoeven zijn verloren gegaan, maar er bestaat nog een kasteelhoeve aan de Kasteelweg.
Dorpen: Geldrop · Hoog Geldrop · Mierlo 

Buurtschappen: Bekelaar · 't Broek · De Loo · Genoenhuis · Goor . Gijzenrooi · Heiderschoor · Hout · Hulst · Loeswijk · Luchen · Overakker · Trimpert · Voortje

Wijken van Geldrop: Akert · Braakhuizen-Noord · Braakhuizen-Zuid · Centrum · Coevering · Gijzenrooi · Skandia 

Noord-Brabant: Steden en dorpen      Nederland: Provincies · Gemeenten